# メイドインカンサイ
『メイドインカンサイ』は、2010年4月26日（日付上は同年4月27日）から2011年4月4日（日付上は同年4月5日）まで関西テレビで毎週月曜 24:35 - 25:05 （火曜 0:35 - 1:05、日本標準時）に放送されていた情報バラエティ番組である。

## 概要
社長のケンドーコバヤシ、会長の後藤ひろひと、秘書の小泉エリが愛情クレーマー（ゲスト）のクレームを基にして、さまざまな関西最強の「MADE IN KANSAI」なモノを作り、関西を盛り立てていく深夜番組。

## 出演者
- 社長：ケンドーコバヤシ
- 会長：後藤ひろひと
- 秘書：小泉エリ - 第2回目から出演。

## 放送内容
|    | 放送日         | 放送内容                                                                     | 愛情 クレーマー                                                              | 愛情 クリエーター              | その他の出演者 |
| -- | -------------- | ---------------------------------------------------------------------------- | ---------------------------------------------------------------------------- | ------------------------------ | --- |
| 01 | 2010年4月26日  | おにぎり                                                                     | ウーイェイよしたか（スマイル） 西代洋（ミサイルマン） 兵動大樹（矢野・兵動） |                                | |
| 02 | 2010年5月03日  | 絵文字                                                                       | 山内健司（かまいたち） さゆり（かつみ♥さゆり） 浅香あき恵                    |                                | |
| 03 | 2010年5月10日  | 餃子                                                                         | 津田篤宏（ダイアン）                                                         |                                | |
| 04 | 2010年5月17日  | ゆるキャラ                                                                   | ガリガリガリクソン                                                           |                                | |
| 05 | 2010年5月24日  | パン                                                                         | 宇都宮まき                                                                   |                                | |
| 06 | 2010年5月31日  | たい焼き                                                                     | 林健（ギャロップ）                                                           |                                | |
| 07 | 2010年6月07日  | Tシャツ                                                                      | 八木真澄（サバンナ）                                                         |                                | |
| 08 | 2010年6月14日  | 特別編 小泉エリの母校・京都外国語大学に凱旋 現在の若者が求めているものを調査 |                                                                              |                                | |
| 09 | 2010年6月21日  | お茶漬け                                                                     | 今いくよ・くるよ                                                             |                                | |
| 10 | 2010年6月28日  | 納豆料理                                                                     |                                                                              |                                | 水田信二（和牛） |
| 11 | 2010年7月05日  | ゆるキャラ第2弾・谷町六丁目のゆるキャラ                                      | 吉本峰之（ストリーク）                                                       |                                | |
| 12 | 2010年7月12日  | オリジナル体操・振付師を探そう                                               | 八木真澄（サバンナ）                                                         |                                | 阿部未奈子、ShuWun HIROSHI、多久子 |
| 13 | 2010年7月19日  | 水着                                                                         | 中村葵、竹村美緒、山中絢子                                                   |                                | |
| 14 | 2010年7月26日  | Twitterフォロワー増員企画                                                    | 西田幸治（笑い飯）                                                           |                                | |
| 15 | 2010年8月02日  | 働く美人写真集（大阪編）                                                     | ケンドーコバヤシ                                                             | 矢橋恵一                       | 宇都宮まき、吉羽美華 |
| 16 | 2010年8月09日  | ポスター                                                                     |                                                                              | 小籔千豊                       | |
| 17 | 2010年8月16日  | 地域密着オリジナル体操・東住吉っ子体操                                       | 八木真澄（サバンナ）                                                         | 多久子                         | |
| 18 | 2010年8月23日  | 須磨海岸で カンサイの人たちが求めているものをリサーチ                        |                                                                              |                                | 中村葵、竹村美緒、山中絢子 |
| 19 | 2010年8月30日  | 働く美人写真集（神戸編）                                                     | （ケンドーコバヤシ）                                                         | 矢橋恵一                       | |
| 20 | 2010年9月06日  | Twitterフォロワー増員企画（夜の大阪編）                                      | 浅越ゴエ                                                                     |                                | |
| 21 | 2010年9月13日  | 遊園地のCM（須磨浦山上遊園）                                                 | 木村明浩（バッファロー吾郎）                                                 | 超伝導倶楽部                   | |
| 22 | 2010年9月20日  | 女性客を呼び込める丼                                                         | （萬家（あべのルシアス）                                                     | 土肥ポン太                     | |
| 23 | 2010年9月27日  | セクシーな下着・ランジェリー                                                 | シルク                                                                       |                                | 中村葵、竹村美緒、山中絢子 |
| 24 | 2010年10月04日 | 京都ノートルダム女子大学で 女子大生が求めているモノをリサーチ                |                                                                              |                                | |
| 25 | 2010年10月11日 | 働く美人写真集（京都編）                                                     | （ケンドーコバヤシ）                                                         | 矢橋恵一                       | |
| 26 | 2010年10月18日 | 地域密着オリジナル体操・寝屋川っ子体操                                       | 藤崎マーケット                                                               | 多久子                         | |
| 27 | 2010年10月25日 | Twitterフォロワー増員企画（京橋編）                                          | 小出水（シャンプーハット）                                                   |                                | 月亭八方 |
| 28 | 2010年11月01日 | 応援歌、テーマソング（門真れんこん）                                         | ドレイク森松                                                                 | 橋口祐太 りんりん たてべともこ | |
| 29 | 2010年11月08日 | 唐揚げ                                                                       | 居酒屋「団」                                                                 |                                | 伊藤繁勝（マグノリア） 北山伸也（リット マーブルトレ） 堤勝志（京都新阪急ホテル「白楽天」）                                                          |
| 30 | 2010年11月15日 | Twitterからスターを発掘 「ツイスター」オーディション（前編）                 |                                                                              |                                | 小出水（シャンプーハット） 亜修羅、山口了、小褄取り 中西洋一（さかなDVD） 岡下雅典（コーンスターチ） 加藤誉子（バカンス食堂） 山口幸恵（カーニバル） |
| 31 | 2010年11月22日 | Twitterからスターを発掘 「ツイスター」オーディション（後編）                 |                                                                              |                                | 小出水（シャンプーハット） 牛嶋沙弥花、大友由佳、D-ハツラツ 横木ジョージ＆レミ、奥野辰雄                                                             |
| 32 | 2010年11月29日 | 歌と音楽のゴングショー                                                       |                                                                              |                                | たむらけんじ |
| 33 | 2010年12月06日 | 一番活気があってエネルギッシュだった時代 80年代に学ぼう！                    |                                                                              |                                | てつじ（シャンプーハット）、小籔千豊 |
| 34 | 2010年12月13日 | カルタ                                                                       |                                                                              |                                | スマイル |
| 35 | 2010年12月20日 | 地域密着オリジナル体操・大正っ子体操                                         |                                                                              | 多久子                         | Lina（MAX） |
| 36 | 2010年12月27日 | 応援歌、テーマソング（須磨水族園）                                           |                                                                              |                                | |
| 37 | 2011年01月10日 | ツイッターの美女写真アイコンを真偽調査（前編）                               |                                                                              |                                | スマイル アップルみゆき |
| 38 | 2011年01月17日 | ツイッターの美女写真アイコンを真偽調査（後編） & 最弱男子克服計画            |                                                                              |                                | スマイル ムーディ勝山 |
| 39 | 2011年01月24日 | オタクアイドルユニット「OTK48」メンバー探し                                  |                                                                              |                                | |
| 40 | 2011年01月31日 | モテる40代のつくり方2011最新情報 （アラフォーおっさん若返り計画）            |                                                                              |                                | 矢野勝也（矢野・兵動） |
| 41 | 2011年02月07日 | キンレイの冷凍なべ焼きうどんCM制作                                           |                                                                              |                                | 銀シャリ |
| 42 | 2011年02月14日 | ツイッターの美女写真アイコンを真偽調査第2弾                                  |                                                                              |                                | 小出水（シャンプーハット） |
| 43 | 2011年02月21日 | オタクアイドルユニット「OTK48」 メンバーオーディション                       |                                                                              |                                | |
| 44 | 2011年02月28日 | ツイッターの美女写真アイコンを真偽調査第3弾                                  |                                                                              |                                | 隅田美保（アジアン） |
| 45 | 2011年03月07日 | アラフォーおっさん若返り計画第2弾                                            |                                                                              |                                | 中川礼二（中川家） |
| 46 | 2011年03月21日 | ツイッターの美女写真アイコンを真偽調査第4弾                                  |                                                                              |                                | 岩尾望（フットボールアワー） |
| 47 | 2011年03月28日 | Twitterからスターを発掘 「ツイスター」オーディション第2弾                    |                                                                              |                                | |
| 48 | 2011年04月4日  | 「OTK48」デビューライブ                                                      |                                                                              |                                | |

## スタッフ
- ナレーション：ビタミンSマイコ
- 構成：たちばなひとなり、森
- リサーチ：鈴木一史、木村洋平
- 編集：赤羽直樹、須田真梨子
- MA：河原夕子
- 宣伝：金子佳奈子
- 技術協力：トラッシュ、戯音工房、マウス
- 制作協力：ブリッジ
- ディレクター：森見純・谷垣和歌子（よしもとクリエイティブ・エージェンシー）、辻本賀一、浅田靖
- 演出：武藤良博・相馬芳匡（関西テレビ）
- プロデューサー：武藤良博・田中淳・東田元（関西テレビ）、白仁田佳恵（よしもとクリエイティブ・エージェンシー）
- 制作：吉本興業、関西テレビ